# Daniel Zlotin

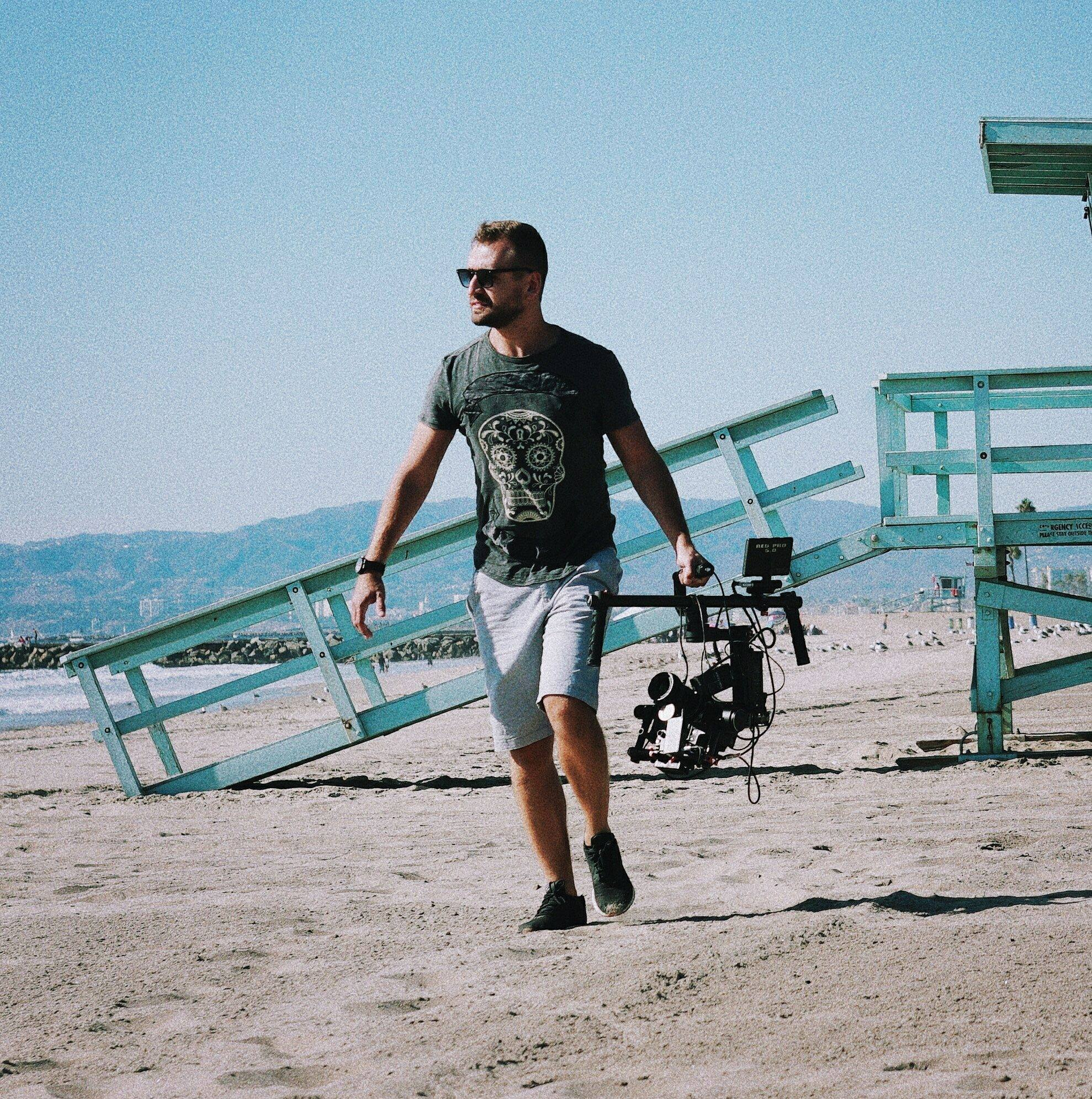
Daniel Zlotin (2017)

Daniel Zlotin (* 8. Juni 1984 in Charkiw, Ukrainische SSR) ist ein deutscher Regisseur, Produzent, Kameramann und Filmeditor ukrainischer Abstammung aus Köln. Seit 2002 drehte er vor allem für deutsche Rapper über 600 Musikvideos. 2007 gehörte er zu den Gründern der Produktionsfirma StreetCinema, deren Co-Inhaber er bis zur Auflösung im April 2018 war.

## Leben
In Kiew besuchte Zlotin die Interregional Academy of Personnel Management (Межрегиональная академия управления персоналом). Nebenbei betätigte er sich als Rapper. Anfang 2003 beendete er die Arbeit an seinem ersten Musikvideo zu einem Song, den er mit drei anderen Rappern aufgenommen hatte. Zlotin stellte das Video bei regionalen Sendern vor, von denen einige es ins Programm aufnahmen. Aufgrund positiver Resonanz und Anfragen einiger ukrainischer Hip-Hop-Musiker entschied er sich dazu, sich auf die Produktion von Musikvideos zu konzentrieren. 2004 wanderte er nach Deutschland aus und zog nach Köln, um am Georg-Simon-Ohm-Berufskolleg eine Ausbildung zum Mediengestalter Bild und Ton zu absolvieren. Als Abschlussprojekt drehte er den Kurzfilm Das Geburtstagsgeschenk, in dem der Rapper Eko Fresh erstmals als Schauspieler in Erscheinung tritt.
2007 gründete Zlotin zusammen mit Christian Schmitz und Malic Bargiel in Köln die Medienproduktionsfirma StreetCinema, mit der er im Folgenden Werbespots, Imagefilme und Musikvideos produzierte. Vor allem auf Letztgenannte spezialisierte sich das Unternehmen, wobei sie von der Konzipierung über die technische Umsetzung bis zur Nachbearbeitung sämtliche Produktionsschritte übernehmen. Zu Beginn drehte StreetCinema hauptsächlich Musikvideos für Eko Fresh und Mitgliedern seines Labels German Dream wie Farid Bang, Capkekz, SDiddy, Summer Cem und Manuellsen. 2011 begann Zlotin auch für Pop-Musiker wie Revolverheld, Menowin Fröhlich, Tom Gaebel, Maite Kelly und Willi Herren zu drehen. Des Weiteren arbeitete er im Rahmen des Massiv-Videos Massaka Kokain 2 erstmals mit dem bei Selfmade Records unter Vertrag stehenden Rapper Kollegah zusammen. Mit dem Düsseldorfer Label blieb Zlotin auch für Videoumsetzungen von Favorite, Karate Andi und den 257ers in Kontakt. Auch mit Xatar und SSIO von Alles oder Nix Records folgten eine Reihe von Produktionen.
Die Jahre 2013 und 2014 stellten laut Aussage Zlotins die Hochphase von StreetCinema dar. So seien in dieser Zeit sechs bis sieben Projekte pro Monat umgesetzt worden. In dieser Phase entstanden unter anderem erste Videos für Olli Banjo, KC Rebell und Künstlern aus dem ersguterjunge-Umfeld von Bushido wie Baba Saad und Shindy. Mit Bleib in der Schule begann zudem die Zusammenarbeit mit den Künstlern von Trailerpark. Ab 2015 drehte Zlotin mehrere Videos für Majoe, Jasko, Mike Singer und MC Bilal. Ein Jahr später setzte er mit Boom Boom als Co-Regisseur von Said Naciri sein bislang größtes Projekt um. Das Musikvideo von RedOne, Daddy Yankee, French Montana und Dinah Jane erzielte am ersten Tag 23 Millionen Aufrufe. Nach einem Jahr hat es knapp 120 Millionen Views erzielt. Im Frühjahr 2018 wurde das Unternehmen StreetCinema nach Zustimmung der drei Gesellschafter liquidiert. Seitdem arbeitet Zlotin unter eigenem Namen. Anfang 2019 gab Zlotin bekannt, dass er bereits mehr als 600 Deutschrap-Musikvideos gedreht habe. 2021 drehte er mit Rostov on Don / Apocalyptic Endgame für Sun Diego beziehungsweise Spongebozz ein technisch und organisatorisch aufwendiges 33-minütiges Musikvideo, welches mit seinen reinen Produktionskosten von ungefähr 200.000 Euro als eines der teuersten Musikvideos der Deutschrapgeschichte gilt.

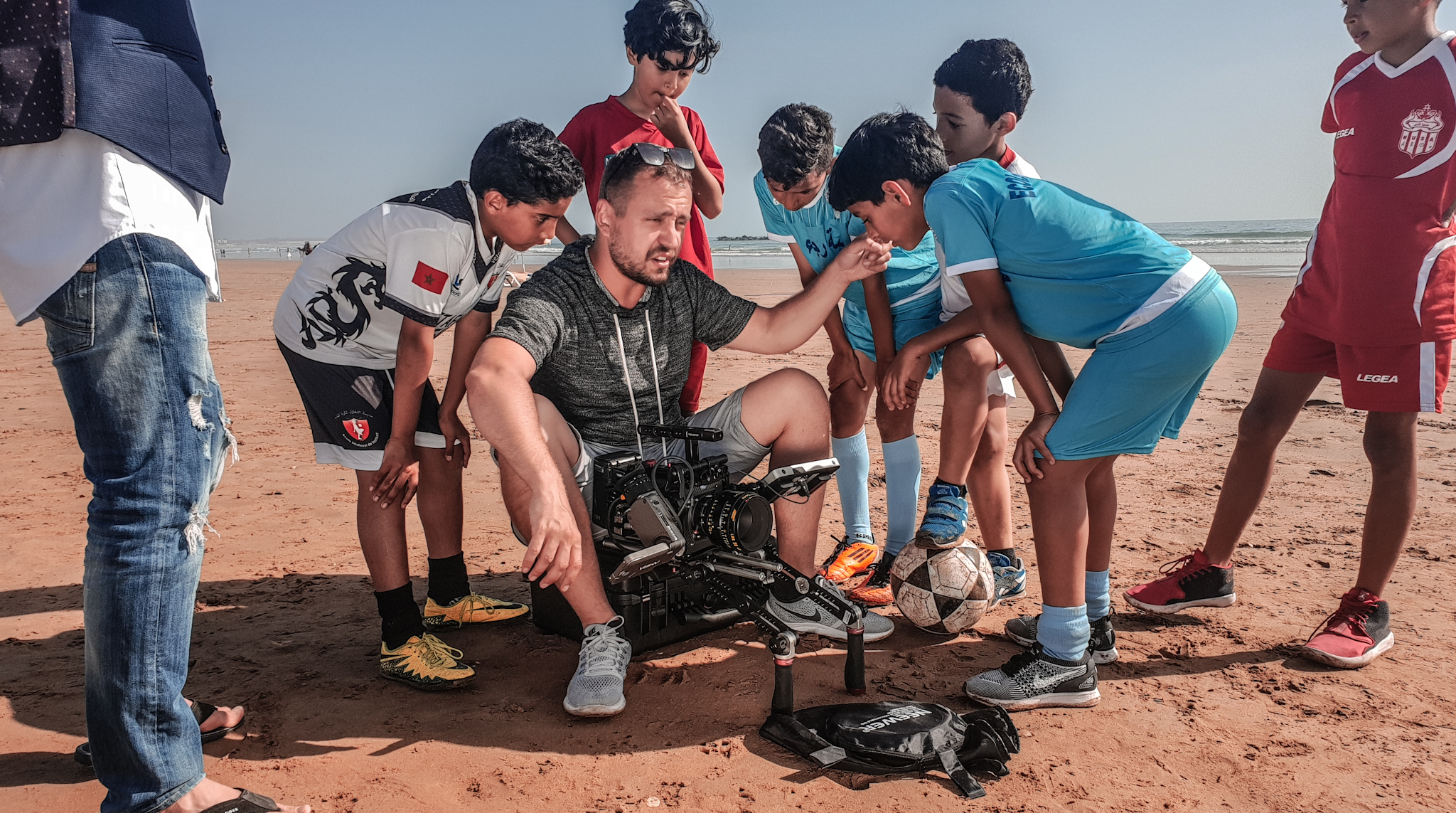
Videodreh in Agadir zu One World von RedOne, Adelina und NowUnited
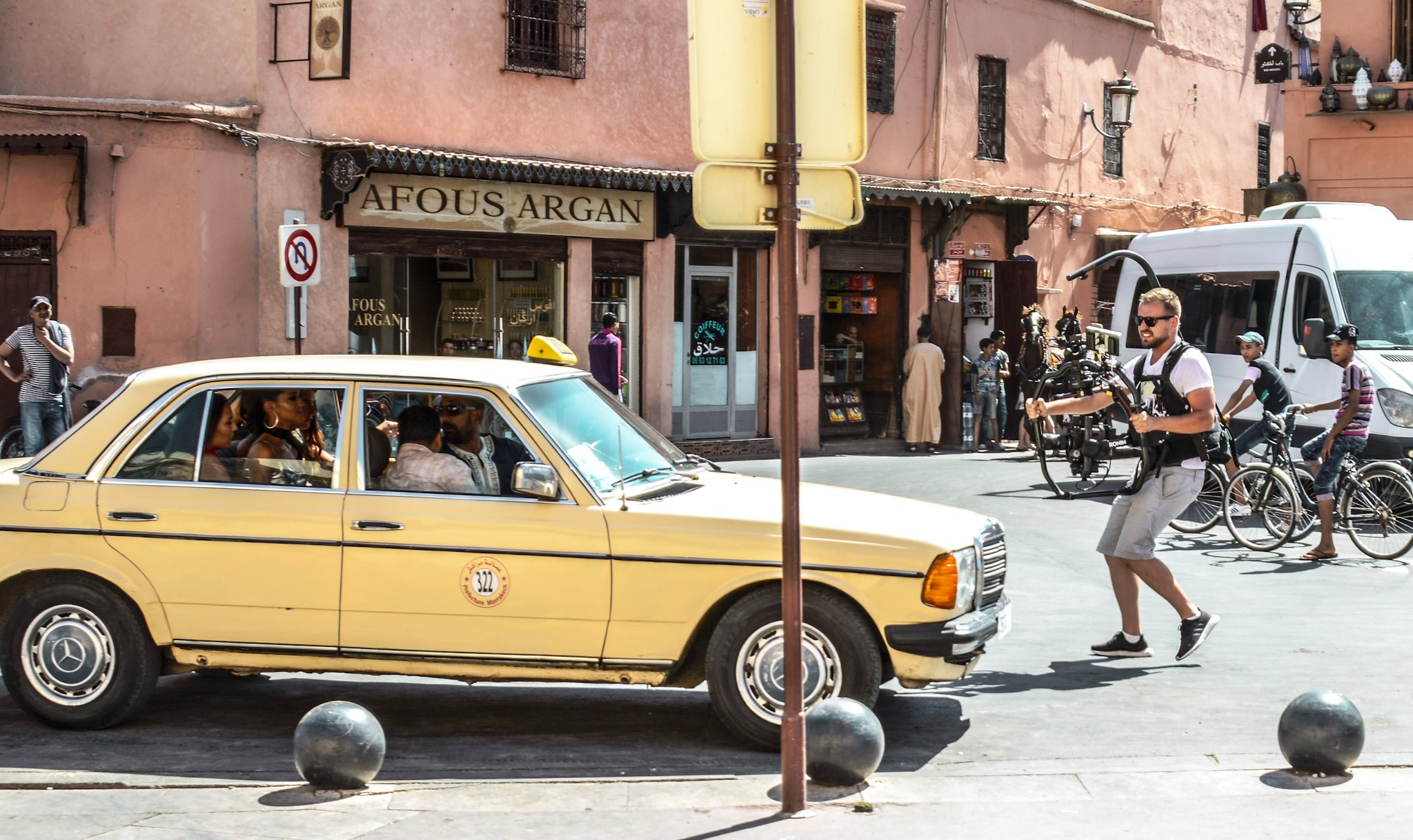
Videodreh in Marrakesch zu Shy Guy von Samantha J feat. MadCon
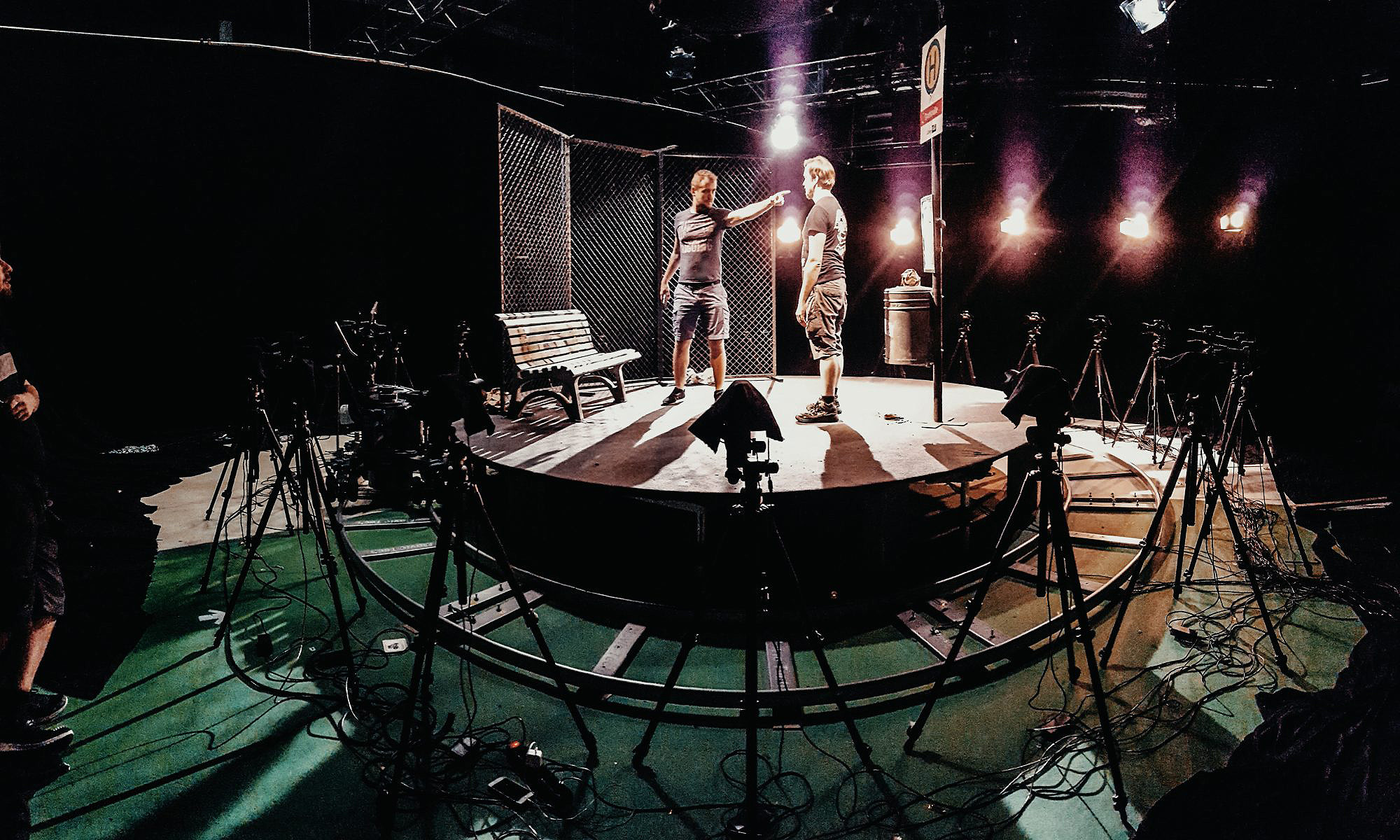
Videodreh in Köln zu Pharao von Kollegah
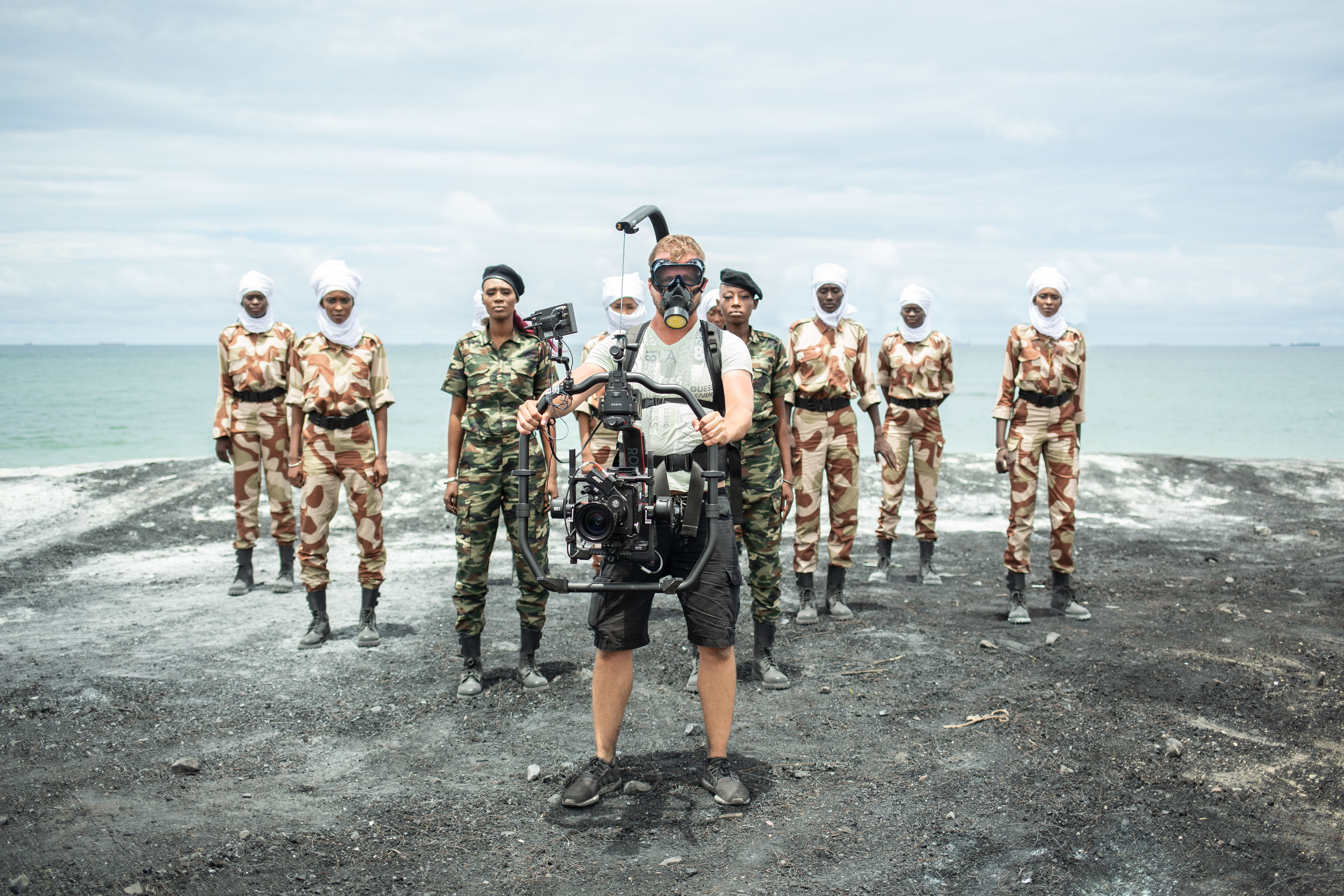
Videodreh in Dakar zu Gaddafi von Xatar
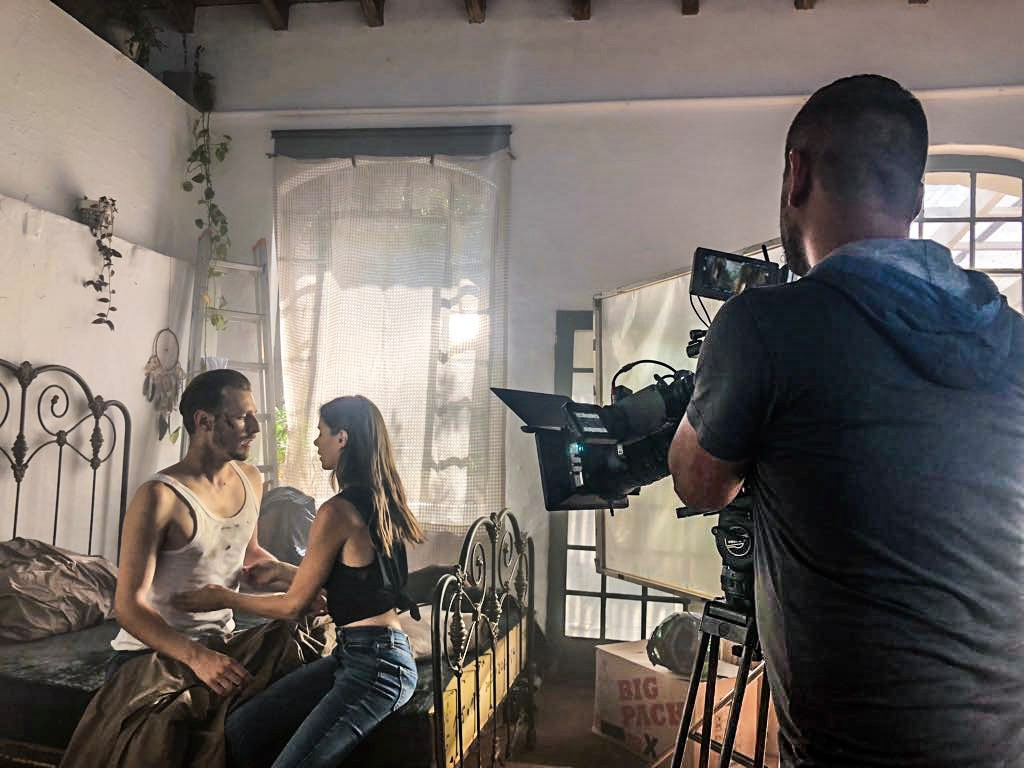
Videodreh in Köln zu Wo kann man das kaufen? von Alligatoah

## Filmografie

### Musikvideos (Auswahl)
| Veröffentlichung | Künstler                                         | Song                                | Aufgabenbereiche          | Quellen       |
| ---------------- | ------------------------------------------------ | ----------------------------------- | ------------------------- | ------------- |
| 2011             | Eko Fresh                                        | Köln Kalk Ehrenmord                 | Regie und Schnitt         | [ 31 ]        |
| 2012             | Kollegah und Farid Bang                          | Dynamit                             | Regie und Schnitt         |               |
| 2013             | Bushido                                          | Leben und Tod des Kenneth Glöckler  | Regie und Schnitt         |               |
| 2013             | Eko Fresh                                        | Quotentürke                         | Regie und Schnitt         |               |
| 2014             | Kollegah                                         | Du bist Boss                        | Regie                     |               |
| 2014             | Trailerpark                                      | Bleib in der Schule                 | Regie und Schnitt         | [ 32 ]        |
| 2015             | Alligatoah                                       | Lass liegen                         | Regie und Schnitt         | [ 33 ]        |
| 2016             | Alligatoah                                       | Du bist schön                       | Regie und Schnitt         | [ 34 ]        |
| 2016             | Farid Bang                                       | 100 Bars                            | Regie und Schnitt         | [ 35 ]        |
| 2016             | Kollegah                                         | Pharao                              | Regie und Schnitt         | [ 36 ] [ 37 ] |
| 2016             | Kollegah                                         | Fanpost 2                           | Regie und Schnitt         | [ 38 ] [ 39 ] |
| 2016             | Kollegah und MoTrip                              | Einer von Millionen                 | Regie und Schnitt         | [ 40 ]        |
| 2017             | Kurdo                                            | Ya Salam                            | Regie                     | [ 41 ]        |
| 2017             | RedOne, Daddy Yankee, French Montana, Dinah Jane | Boom Boom                           | Regie, Kamera und Schnitt | [ 42 ] [ 24 ] |
| 2017             | Spongebozz                                       | Yellow Bar Mitzvah                  | Regie, Kamera und Schnitt | [ 43 ]        |
| 2017             | Trailerpark                                      | Sterben kannst du überall           | Regie, Kamera und Schnitt | [ 44 ] [ 45 ] |
| 2018             | RedOne, Adelina und NowUnited                    | One World                           | Regie, Kamera und Schnitt | [ 46 ]        |
| 2018             | Sun Diego                                        | Rock me Amadeus                     | Regie, Kamera und Schnitt | [ 47 ]        |
| 2021             | Sun Diego feat. Spongebozz                       | Rostov on Don / Apocalyptic Endgame | Regie und Schnitt         | [ 29 ]        |

### Dokumentation
| Veröffentlichung | Titel                      | Beschreibung                                              | Aufgabenbereiche | Quellen |
| ---------------- | -------------------------- | --------------------------------------------------------- | ---------------- | ------- |
| 2016             | Kollegahs Trip to Ramallah | Palästina-Dokumentation für den Youtube-Kanal Bosshaft TV | Schnitt          | [ 48 ]  |

### Kurzfilme
| Veröffentlichung | Titel                                 | Schauspieler                                                 | Aufgabenbereiche                        | Quellen       |
| ---------------- | ------------------------------------- | ------------------------------------------------------------ | --------------------------------------- | ------------- |
| 2007             | Non ci stai! (Da steckste nich drin!) | Daniele Garraffo, Birte Alexander, Piet Klocke und Lisa Loch | Schnitt                                 | [ 49 ] [ 50 ] |
| 2007             | Topfschlagen                          | Daniel Zlotin, Ernst-Gerd Klucken und Karina Klucken         | Schnitt                                 | [ 51 ] [ 52 ] |
| 2008             | Nachruf                               | Natascha Manthe und Christoph Türkay                         | Schnitt                                 | [ 53 ] [ 54 ] |
| 2009             | 0,1 Promille                          | Mirjam Druschel und Christoph Türkay                         | Schnitt                                 | [ 55 ] [ 56 ] |
| 2009             | Das Geburtstagsgeschenk               | Eko Fresh, Anne Wiesenberg, Uwe Helling und Turcuen Aslan    | Regie, Kamera und Schnitt               | [ 4 ]         |
| 2011             | Blauer sucht Frau                     | Willi Herren, Indira Weis, Heino und Jürgen Drews            | Regie und Schnitt                       | [ 57 ]        |
| 2015             | Ghettoveteran                         | Nikolai Will, Bernd Wöllmer, Mario Hoelsken und Milad Klein  | Co-Produzent und Kamera bei einer Folge | [ 58 ]        |
| 2023             | Grow Motion                           | Massiv, Sami Nasser, Rauand Taleb                            | Regie                                   | [ 59 ]        |

## Auszeichnung
Durch seine Beteiligung an einer Vielzahl von deutschen Hip-Hop-Alben erhielt Zlotin bislang dreizehn Goldene Schallplatten. So wurde er für die Alben Jung, brutal, gutaussehend 2 von Kollegah und Farid Bang, King und Imperator von Kollegah, Killa von Farid Bang, Sonny Black von Bushido, Musik ist keine Lösung von Alligatoah und  Abstand von KC Rebell sowie die Singles Trauerfeierleid und Du bist schön von Alligatoah, Bleib in der Schule von Trailerpark, Ya Salam von Kurdo und iPhone 17 und Fata Morgana von KC Rebell ausgezeichnet.